# Agostino Steuco
Agostino Steuco (Gubbio, 1497 – Venezia, 1548) è stato un filologo, antiquario e filosofo italiano.
Della famiglia Steuchi o Stucchi. Acuto esegeta dei testi biblici e profondo conoscitore delle lingue latina, greca ed ebraica, si oppose tenacemente alla riforma protestante e prese parte al Concilio di Trento. Fu il primo a coniare l'espressione philosophia perennis, concetto consistente nella constatazione di un principio di verità manifestantesi durante tutto il corso della storia, a partire dai primi esponenti dell'ermetismo in poi.

## Biografia
Nel novembre del 1513 entrò nella congregazione dell'Ordine dei Canonici Agostiniani di San Salvatore di Bologna, poi nel monastero di San Secondo, a Gubbio, mutando il suo nome di battesimo Guido in Agostino.
Nel 1524 andò al Monastero di Bologna, ove frequentò i corsi di ebraico e retorica presso l'Università bolognese. Nel 1529 fu inviato dalla sua congregazione al Monastero di Sant'Antonio di Castello a Venezia, dove, per l'ampia conoscenza dei linguaggi biblici e l'acume filologico, gli fu affidata la biblioteca del monastero, donata ai canonici dal cardinal Domenico Grimani, della quale una buona parte del patrimonio librario era appartenuto a Pico della Mirandola.
Negli anni successivi (1529-1533) Steuco scrisse una serie di opere polemiche contro Lutero ed Erasmo, accusandoli di fomentare la rivolta contro la Chiesa. Questi lavori rivelano il solido sostegno che Steuco dà alle tradizioni e alle pratiche della Chiesa, difendendo risolutamente l'autorità papale. Parte della sua produzione risalente a questo periodo include un intenso lavoro filologico sull'Antico Testamento, culminato con la pubblicazione del Veteris testamenti ad Hebraicam veritatem recognitio, per la composizione del quale egli si basò su manoscritti ebraici e greci, tratti della biblioteca Grimani, utili a correggere il testo della traduzione latina redatta da San Gerolamo.
Nel revisionare e spiegare il testo, egli mai deviò dal significato letterale e storico.
Contemporanea a questo lavoro di esegesi biblica fu la composizione di un'opera d'impianto enciclopedico che egli scrisse in questo periodo, al quale diede il nome di Cosmopœia. Le sue opere polemiche ed esegetiche destarono l'attenzione favorevole di papa Paolo III, e nel 1538 questi ordinò Steuco vescovo di Cisamo, nell'isola di Creta, e bibliotecario della collezione papale di manoscritti e stampe del Vaticano. Nel 1541 si recò a Lucca con Paolo III e l'imperatore Carlo V.
Quantunque mai fosse andato a visitare il suo vescovado a Creta, Steuco adempì attivamente con scrupolo il suo ruolo di bibliotecario del Vaticano fino alla sua morte nel 1548.
Nel frattempo a Roma redasse i Commenti al Vecchio Testamento riguardanti i Salmi di Giacobbe, aiutando ad annotare e correggere i testi di parte della Vulgata alla luce degli originali ebraici.
A questo periodo risale la composizione della celeberrima opera De perenni philosophia libri X, dedicata a Paolo III, nella quale egli tenta di mostrare che molte delle idee esposte dai saggi, poeti e filosofi dell'Antichità (ad es. Orfeo, Talete, Pitagora, Parmenide, Platone, Aristotele, Plutarco, Numenio, i neoplatonici, l'ebreo Filone, nonché opere come gli Oracoli caldaici, gli Oracoli sibillini, i trattati ermetici e i frammenti teosofici) erano essenzialmente in armonia con la sostanza delle dottrine della fede cattolica. Questo lavoro contiene una polemica indiretta a margine, poiché Steuco elaborò un numero di questi argomenti per sostenere molte posizioni teologiche recentemente poste in questione in Italia da riformatori e critici della fede cattolica tradizionale.
Come umanista egli ebbe un profondo interesse per le rovine della Roma antica, e nell'operare un rinnovamento urbano dell'Urbe. A tal proposito, degne d'essere menzionate, sono una serie di brevi orazioni in cui raccomandò espressamente a papa Paolo III di risistemare l'acquedotto romano dell'Aqua Virgo, in modo da supplire adeguatamente il fabbisogno di acqua fresca per la città di Roma.
Nel 1547 Steuco fu mandato da papa Paolo III a presenziare il Concilio di Trento, che doveva celebrarsi a Bologna, affidandogli il compito di sostenere l'autorità e le prerogative papali. Morì nel 1548, all'età di cinquantatré anni, mentre si trovava a Venezia per problemi di salute, e dove cercava di ristabilirsi durante un periodo di sospensione del Concilio. Nel 1591 le sue ossa furono traslate nell'Eremo di Sant'Ambrogio a Gubbio.

## Opere
- Agostino Steuco, De perenni philosophia libri IX, Basileæ, per Nicolaum Bryling et Sebastianum Francken, 1542.